# Morosiwka (Browary)
Morosiwka (ukrainisch Морозівка; russisch Морозовка Morosowka) ist ein Dorf im Osten der ukrainischen Oblast Kiew mit etwa 2400 Einwohnern (2004).
Das 1500 gegründete Dorf liegt zwischen der Territorialstraße T–10–18 im Norden und der Fernstraße M 03/E 40 bei Bsiw im Süden und besitzt eine Bahnstation an der Bahnstrecke Kiew–Poltawa. 
Das ehemalige Rajonzentrum Baryschiwka befindet sich etwa 15 km östlich und die Hauptstadt Kiew liegt etwa 60 km westlich von Morosiwka.
Am 12. Juni 2020 wurde das Dorf ein Teil der neugegründeten Siedlungsgemeinde Baryschiwka, bis dahin bildete es die gleichnamige Landratsgemeinde Morosiwka (Морозівська сільська рада/Morosiwska silska rada) im Westen des Rajons Baryschiwka.
Am 17. Juli 2020 kam es im Zuge einer großen Rajonsreform zum Anschluss des Rajonsgebietes an den Rajon Browary.